# Alacurt de Sulawesi
L'alacurt de Sulawesi (Heinrichia calligyna) és una espècie d'ocell de la família dels muscicàpids (Muscicapidae) endèmica de l'illa de Célebes, a Indonèsia. Segons el Congrés Ornitològic Internacional, és l'única espècie del gènere monotípic Heinrichia. El seu hàbitat natural són els boscos tropicals i subtropicals de frondoses humits de l'estatge montà. El seu estat de conservació es considera de risc mínim.

## Taxonomia
Actualment el Congrés Ornitològic Internacional, reconeix tres sub-espècies de l'alacurt de Sulawesi:
- H. c. calligyna - muntanyes Latimojong (centre-sud de Célebes);
- H. c. simplex - muntanyes Tentolo-Matinan (nord-est de Celebes);
- H. c. picta - muntanyes Mekongga (sud-est de Célebes).

Tanmateix, altres obres taxonòmiques, com el Handook of the Birds of the World i la quarta versió de la BirdLife International Checklist of the birds of the world (Desembre 2019), la subespècie simplex tindria la categoria d'espècie. Segons aquest criteri, doncs, en el gènere Heinrichia hi hauria dos espècies:
- Heinrichia calligyna (stricto sensu) - alacurt de Sulawesi.
- Heinrichia simplex - alacurt de Minahassa.